# Verophasmatodea
Verophasmatodea là một phân bộ của Bộ Bọ que bao gồm hầu hết các loài bọ lá và bọ que.

## Siêu họ và họ
- Siêu họ Anareolatae
  - Diapheromeridae
  - Phasmatidae
- Siêu họ Areolatae
  - †Archipseudophasmatidae[1]
  - Aschiphasmatidae
  - Bacillidae
  - Heteronemiidae
  - Phylliidae
  - Pseudophasmatidae